# Nicolae Radu
Nicolae Radu (n. 1849, Rădești - d.1942, Rădești, Arad) a fost un deputat în Marea Adunare Națională de la Alba Iulia, organismul legislativ reprezentativ al „tuturor românilor din Transilvania, Banat și Țara Ungurească”, cel care a adoptat hotărârea privind Unirea Transilvaniei cu România, la 1 decembrie 1918

## Biografie
Nicolae Radu a fost cel mai înstărit om din localitate; a absolvit școala primară în satul Rădești, fiind un bun gospodar, țăran (econom) și proprietar în satul cu același nume.

## Activitate politică
Ca deputat în Adunarea Națională din 1 decembrie 1918 a fost delegat al localității Rădești, Alba. După unire a fost ales deputat din partea PNR în Parlamentul țării, decedând  în  1942.